# Gemeinnützige Salzburger Wohnbaugesellschaft

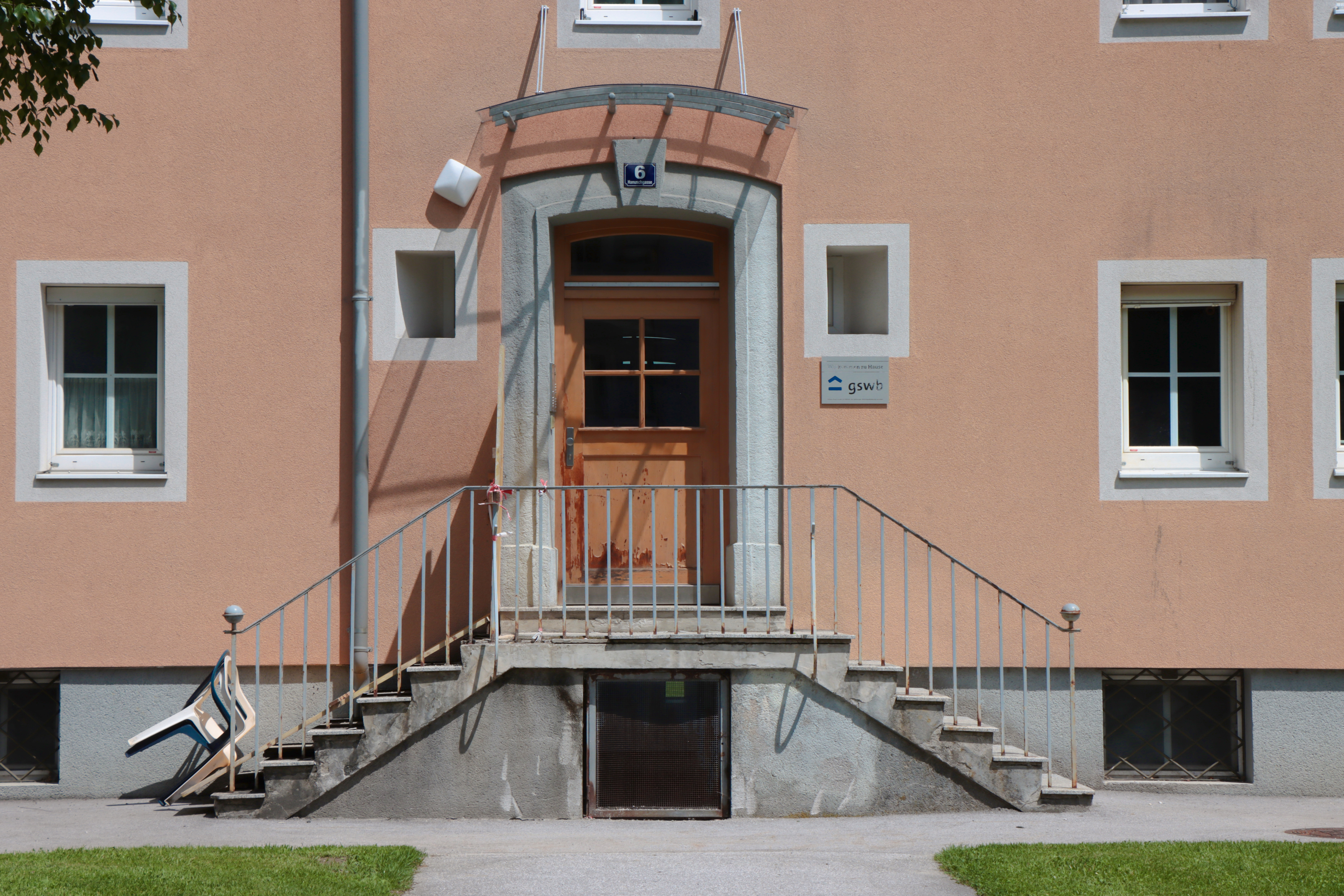
Südtiroler Siedlung der GSWB in Bischofshofen

Die  Gemeinnützige Salzburger Wohnbaugesellschaft m.b.H. (kurz: GSWB) ist ein Wohnungsunternehmen mit Sitz in Salzburg. 

## Geschichte
1939 wurden die beiden Vorgängergesellschaften Gemeinnützige Wohnungs- und Siedlungsgesellschaft m.b.H. Neue Heimat und Salzburger Wohnsiedlungs-Gesellschaft m.b.H zur Errichtung von Südtiroler-Siedlungen gegründet. 1964 wurden diese beiden Gesellschaften zur GSWB verschmolzen, 1967 fusionierte die GSWB mit der Wohngenossenschaft Gartensiedlung. Seither ist die GSWB die größte gemeinnützige Wohnungsgesellschaft im Bundesland Salzburg und verwaltete im Jahr 2021 41.846 Verwaltungseinheiten.
Gesellschafter sind je zur Hälfte das Land Salzburg und die Stadt Salzburg.
Das Unternehmen ist Mitglied des österreichischen Verbands gemeinnütziger Bauvereinigungen.